# Misión suicida
Série
Santo y el águila real
(1973) Santo vs. la hija de Frankenstein
(1972)
Pour plus de détails, voir Fiche technique et Distribution.
Misión suicida est un film mexicain réalisé en 1971 par Federico Curiel. Il fait partie de la série des Santo, el enmascarado de plata et sort au Mexique en avril 1973.

## Fiche technique
- Titre original : Misión suicida
- Titre anglais ou international : Suicide Mission
- Réalisation : Federico Curiel
- Scénario : Rafael García Travesí, Fernando Osés
- Musique : Gustavo César Carrión
- Production :
- Société(s) de production :
- Pays d’origine :  Mexique
- Langue originale : espagnol
- Format : couleur — 35 mm — son Mono
- Genre : action
- Durée : 75 minutes
- Dates de sortie :
  - Mexique : 5 avril 1973

## Distribution
- El Santo : Santo
- Lorena Velázquez : Ana Silva
- Dagoberto Rodríguez : Sebastián
- Elsa Cárdenas : Señorita Thomas
- César del Campo : Topacio